# Woodland (Illinois)
Woodland es una villa ubicada en el condado de Iroquois en el estado estadounidense de Illinois. En el Censo de 2010 tenía una población de 324 habitantes y una densidad poblacional de 274,34 personas por km².

## Geografía
Woodland se encuentra ubicada en las coordenadas 40°42′51″N 87°43′50″O / 40.71417, -87.73056. Según la Oficina del Censo de los Estados Unidos, Woodland tiene una superficie total de 1.18 km², de la cual 1.18 km² corresponden a tierra firme y (0%) 0 km² es agua.

## Demografía
Según el censo de 2010, había 324 personas residiendo en Woodland. La densidad de población era de 274,34 hab./km². De los 324 habitantes, Woodland estaba compuesto por el 97.22% blancos, el 0% eran afroamericanos, el 0.31% eran amerindios, el 0% eran asiáticos, el 0% eran isleños del Pacífico, el 0.31% eran de otras razas y el 2.16% pertenecían a dos o más razas. Del total de la población el 1.54% eran hispanos o latinos de cualquier raza.